# Fonction êta de Dirichlet
Pour les articles homonymes, voir Fonction êta.

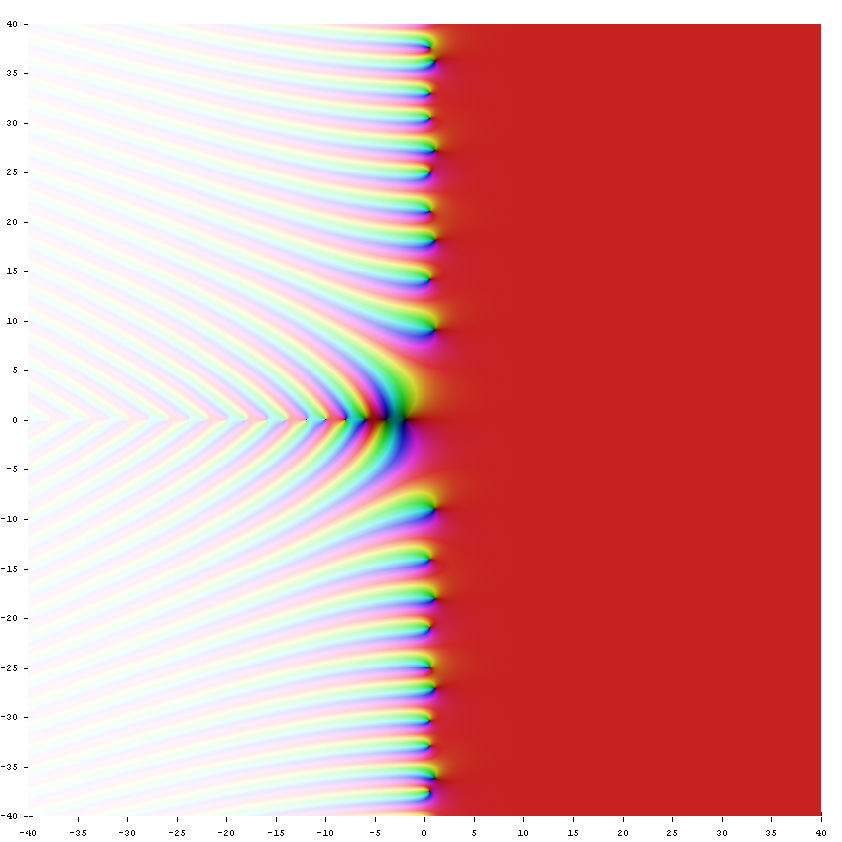
Représentation de la fonction êta de Dirichlet dans le plan complexe.

La fonction êta de Dirichlet est une fonction utilisée en théorie analytique des nombres. Elle peut être définie par :
{\displaystyle \eta (s)=\left(1-2^{1-s}\right)\zeta (s)}
où ζ est la fonction zêta de Riemann. Inversement, cette relation peut aussi être utilisée pour définir la fonction zêta sauf aux zéros du facteur 1–21–s. Elle possède une expression sous forme de série de Dirichlet suivante, valable pour tout nombre complexe s de partie réelle strictement positive :
{\displaystyle \eta (s)=\sum _{n=1}^{\infty }{(-1)^{n-1} \over n^{s}}}, d'où son nom parfois donné de fonction zêta alternée.
Cette série converge seulement pour s de partie réelle strictement positive, mais elle est sommable au sens d'Abel pour tout nombre complexe, ce qui permet de définir la fonction êta comme fonction entière, et montre que la fonction zêta est méromorphe avec un pôle singulier en s = 1, et peut-être aussi des pôles aux autres zéros du facteur 1–21–s.
De manière équivalente, on peut commencer par définir la fonction êta, également pour s de partie réelle strictement positive, par l'intégrale :
{\displaystyle \eta (s)={\frac {1}{\Gamma (s)}}\int _{0}^{\infty }{\frac {x^{s-1}}{\mathrm {e} ^{x}+1}}~\mathrm {d} x}
Ceci présente la fonction êta comme une transformation de Mellin.
Hardy a donné une démonstration simple de l'équation fonctionnelle pour la fonction êta suivante :
{\displaystyle \eta (-s)=2{\frac {1-2^{-s-1}}{1-2^{-s}}}\pi ^{-s-1}s\sin \left({\pi s \over 2}\right)\Gamma (s)\eta (s+1)} .
Cette équation fonctionnelle se déduit immédiatement de celle de la fonction zêta, mais elle est plus complexe car la fonction êta n'est pas une série L de Dirichlet (elle n'est pas déduite d'un caractère de Dirichlet).

## Zéros de la fonction êta
Les zéros de la fonction êta incluent tous les zéros de la fonction zêta : les entiers pairs strictement négatifs (les zéros simples) ; les zéros de la droite critique {\displaystyle \Re (s)=-1/2} , dont aucun n'est connu pour être multiple et dont la simplicité a été démontrée pour 40% d'entre eux, et les zéros hypothétiques de la bande critique non situés sur la droite critique, qui, s'ils existent, se trouvent aux sommets de rectangles symétriques autour de l'axe des abscisses et la droite critique, zéros dont la multiplicité est inconnue. Par ailleurs, le facteur 1 – 21 – s ajoute un nombre infini de zéros complexes, situés en des points équidistants sur la droite {\displaystyle \Re (s)=1}, en {\displaystyle s_{n}=1+2\mathrm {i} n\pi \ln(2)} où {\displaystyle n} est un entier non nul.
Sous l'hypothèse de Riemann, les zéros de la fonction êta seraient situés symétriquement par rapport à l'axe des réels sur deux droites parallèles {\displaystyle \Re (s)=1/2,\Re (s)=1}, et sur la demi-droite perpendiculaire formée par l'axe réel négatif.

## Représentations intégrales
On compte plusieurs formules intégrales impliquant la fonction êta. On trouve la première par un changement de variables dans la représentation intégrale de la fonction gamma (Abel, 1823), ce qui donne une transformation de Mellin qui peut être exprimé de différentes façons comme une intégrale double (Sondow 2005). Ces formules sont valables pour {\displaystyle \Re s>0.}
{\displaystyle {\begin{aligned}\Gamma (s)\eta (s)&=\int _{0}^{\infty }{\frac {x^{s-1}}{\mathrm {e} ^{x}+1}}\,\mathrm {d} x=\int _{0}^{\infty }\int _{0}^{x}{\frac {x^{s-2}}{\mathrm {e} ^{x}+1}}\,\mathrm {d} y\,\mathrm {d} x\\[8pt]&=\int _{0}^{\infty }\int _{0}^{\infty }{\frac {(t+r)^{s-2}}{\mathrm {e} ^{t+r}+1}}\mathrm {d} r\,\mathrm {d} t=\int _{0}^{1}\int _{0}^{1}{\frac {\left(-\ln(xy)\right)^{s-2}}{1+xy}}\,\mathrm {d} x\,\mathrm {d} y.\end{aligned}}}
La transformation de Cauchy-Schlömilch (Amdeberhan et al. 2010) peut être utilisée pour prouver cette autre représentation, vraie pour {\displaystyle \Re s>-1}. Une intégration par parties de la première intégrale donne une autre forme.
{\displaystyle 2^{1-s}\,\Gamma (s+1)\,\eta (s)=2\int _{0}^{\infty }{\frac {x^{2s+1}}{\cosh ^{2}(x^{2})}}\,\mathrm {d} x=\int _{0}^{\infty }{\frac {t^{s}}{\cosh ^{2}(t)}}\,\mathrm {d} t.}
La formule suivante, trouvée par Lindelöf 1905, est valide sur tout le plan complexe, où la valeur principale est prise sur le logarithme implicite dans l'exponentielle.
{\displaystyle \eta (s)=\int _{-\infty }^{\infty }{\frac {(1/2+\mathrm {i} t)^{-s}}{\mathrm {e} ^{\pi t}+\mathrm {e} ^{-\pi t}}}\,\mathrm {d} t.}
Elle correspond à une formule de Jensen (1895) pour la fonction entière {\displaystyle (s-1)\,\zeta (s)}, valide sur le plan complexe et également démontrée par Lindelöf.
{\displaystyle (s-1)\zeta (s)=2\pi \,\int _{-\infty }^{\infty }{\frac {(1/2+\mathrm {i} t)^{1-s}}{(\mathrm {e} ^{\pi t}+\mathrm {e} ^{-\pi t})^{2}}}\,\mathrm {d} t.}
Jensen écrit à son sujet en 1895 : « This formula, remarquable by its simplicity, can be proven easily with the help of Cauchy's theorem, so important for the summation of series ». De la même façon, en convertissant les chemins d'intégration en intégrales de contour, on peut obtenir d'autres formules pour la fonction êta, comme cette généralisation (Milgram 2013) valide pour 0 < c < 1 et pour tous s :
{\displaystyle \eta (s)={\frac {1}{2}}\int _{-\infty }^{\infty }{\frac {(c+\mathrm {i} t)^{-s}}{\sin {(\pi (c+\mathrm {i} t))}}}\,\mathrm {d} t.}
Les zéros sur l'axe réel négatif sont factorisés en prenant {\displaystyle c\to 0^{+}} (Milgram 2013) pour obtenir une formule vraie pour {\displaystyle \Re s<0}:
{\displaystyle \eta (s)=-\sin \left({\frac {s\pi }{2}}\right)\int _{0}^{\infty }{\frac {t^{-s}}{\sinh {(\pi t)}}}\,\mathrm {d} t.}

## Méthode de Borwein
Peter Borwein a utilisé des approximations impliquant les polynômes de Tchebychev pour concevoir une méthode d'évaluation efficace de la fonction êta.
Pour un entier n, si :
{\displaystyle d_{k}=n\sum _{i=0}^{k}{\frac {(n+i-1)!\,4^{i}}{(n-i)!(2i)!}}},
alors :
{\displaystyle \eta (s)=-{\frac {1}{d_{n}}}\sum _{k=0}^{n-1}{\frac {(-1)^{k}(d_{k}-d_{n})}{(k+1)^{s}}}+\gamma _{n}(s),}
où, pour {\displaystyle \Re (s)\geqslant {\frac {1}{2}}}, le terme d'erreur γn est majoré par :
{\displaystyle \gamma _{n}(s)\leq {\frac {3}{(3+{\sqrt {8}})^{n}}}(1+2|t|)\mathrm {e} ^{|t|\pi /2}}
avec {\displaystyle t=\Im (s)\,}.

## Valeurs particulières
- η(0) = 1/2, la somme d'Abel de la série de Grandi 1 − 1 + 1 − 1 + ....
- η(−1) = 1/4, la somme d'Abel de la série alternée des entiers 1 − 2 + 3 − 4 + ....
- pour k entier strictement positif, si Bk est le ke nombre de Bernoulli alors {\displaystyle \eta (1-k)={\frac {2^{k}-1}{k}}B_{k}.}

On a aussi :
- {\displaystyle \eta (1)=\ln 2} (série harmonique alternée)
- {\displaystyle \eta (2)={\pi ^{2} \over 12}}  A072691
- {\displaystyle \eta (3)={\frac {3}{4}}\zeta (3)\approx 0,90154}  A197070
- {\displaystyle \eta (4)={{7\pi ^{4}} \over 720}\approx 0,94703283}
- {\displaystyle \eta (6)={{31\pi ^{6}} \over 30240}\approx 0,98555109}
- {\displaystyle \eta (8)={{127\pi ^{8}} \over 1209600}\approx 0,99623300}
- {\displaystyle \eta (10)={{73\pi ^{10}} \over 6842880}\approx 0,99903951}
- {\displaystyle \eta (12)={{1414477\pi ^{12}} \over {1307674368000}}\approx 0,99975769}

La forme générale pour les entiers strictement positifs pairs est :
{\displaystyle \eta (2n)={\frac {2^{2n-1}-1}{2^{2n}}}\zeta (2n)=(-1)^{n+1}{{B_{2n}\left(2^{2n-1}-1\right)\pi ^{2n}} \over {(2n)!}}.}
En faisant tendre {\displaystyle n\to \infty }, on obtient {\displaystyle \eta (\infty )=1}.